# Jean-Denis Délétraz
Jean-Denis Délétraz (Genebra, 1 de outubro de 1963) é um ex-automobilista suíço. É pai do também piloto Louis Delétraz.
Délétraz participou de três grandes prêmios de Fórmula 1, sendo que a estréia foi em 1994, na Austrália. Não marcou pontos durante a sua carreira. Ele era o último piloto helvético a competir na categoria-mor do automobilismo, até a estreia de Sébastien Buemi em 2009 pela STR.

## Antes da F-1
Antes de chegar à Fórmula 1, ele conquistou dois terceiros lugares na Fórmula 3000, mas ele foi chamado pela Larrousse por ter dinheiro suficiente para oferecer patrocínio.
Depois de passar pela Fórmula 1, Délétraz competiu nas corridas de turismo, com relativo sucesso.

## Início
Délétraz teve algum êxito no seu início de carreira, com duas vitórias na Fórmula Ford. Ele passou a competir na Fórmula 3 entre 1985 e 1987, no campeonato francês, terminando em terceiro na classificação final em 1985. Entre 1988 e 1991, ele competiu na Fórmula 3000.
Em 1994, Délétraz assina contrato para correr no campeonato de carros de turismo. Seu melhor resultado foi um quinto lugar e ele terminou em décimo terceiro na classificação geral. 

## Chegada à F-1

### 1994: Larrousse
No final de 1994, a equipe Larrousse estava em séria crise financeira. O carro 20, que tinha começado o ano sendo pilotado pelo francês Érik Comas, estava sendo impulsionado por pilotos que possa trazer dinheiro para patrocínio à equipe. Para a última corrida do ano, na Austrália, a Larrousse chama Délétraz para substituir Comas (desmotivado com os fracos resultados) com o objetivo de obter mais dinheiro de patrocínio, a fim de ajudar a contornar a situação financeira da Larrousse. 
Durante a qualificação, surpreendeu alguns no paddock ao se classificar o carro na penúltima posição, desbancando o italiano Domenico Schiattarella, da fraca Simtek. No entanto, Schiattarella avançou sobre o suíço durante a primeira volta do GP, e Délétraz diminui gradualmente. Ele deixou a corrida na volta 57 com problemas na caixa de velocidades. 

### 1995: Pacific
Déletraz chegou à Pacific Racing para correr o Grande Prémio de Portugal, substituindo o italiano Giovanni Lavaggi. Não completou. Já no GP da Europa, Délétraz largou em vigésimo quarto e terminou em décimo quinto. Foi sua última corrida na F-1. 
Na próxima corrida, Bertrand Gachot volta para a Pacific. Chegou a ser cogitado que Délétraz seria rival do "tripla-nacionalidade" até ao final da temporada, mas faltara pagamento e Keith Wiggins, diretor da equipe, afirmou que não estava disposto a manter o suíço no time. Depois de passar por algumas categorias menores, sem muito destaque, Délétraz abandonou a carreira em 2003, aos 39 anos de idade, e foi morar à beira de um lago.